# Бранко Радичевић
Бранко Радичевић (Брод на Сави, 28. март 1824 — Беч, 1. јул 1853) био јe српски романтичарски песник. Написао је 54 лирских и седам епских песама, велики број писама и један одговор на критику.
Радичевић је уз Ђуру Даничића био најоданији следбеник Вукове реформе правописа српског језика и увођења народног језика у књижевност. Написао је педесет четири лирске и седам епских песама, два одломка епских песама, двадесет осам писама и један одговор на критику. Бранко Радичевић је поред Јована Јовановића Змаја и Лазе Костића био најзначајнији песник српског романтизма. У спомен на песничку тековину Б. Радичевића сваке јесени на Стражилову, у Сремским Карловцима и Новом Саду одржава се манифестација Бранково коло.

## Биографија
Радичевић је рођен у Броду на Сави 28. марта 1824. године у породици Тодора (Божидара) и Руже Радичевић, кћерке богатог Вуковарског трговца Јанка Михајловића. Пошто је рођен дан уочи светог Алексија, по њему је и добио име Алексије. Крштен је сутрадан од стране кума Јанка Божића, грађанина бродског. Бранко по оцу води порекло (из Бољеваца) старином из старе српске Зете, па се породица због турског насиља селила преко Котора и Будве, у Славонију. Пред објављивање своје прве књиге, своје име ће променити у Бранко (посрбљено име). Бранков отац Тодор је био царински чиновник, али се такође бавио и књижевношћу и превео је са немачког језика Шилеровог Виљема Тела. Бранко је имао брата Стевана и сестру Амалију, која је умрла у другој години живота. Мајка Ружа (1802—1833) умрла је прерано од туберкулозе, када је Бранко био дете. Баба по оцу била је Стана рођена Стајчић у Купинову 1781. године.
Његово порекло је било предмет спорова, а по једном предању преци су му из Зете. Голуб (новине) су такође о томе писале.
У родном граду (данас носи име Славонски Брод) по Бранку су носиле назив две школе, данашњи Стројарски (машински) факултет (тада гимназија) и основна школа Ђуре Пилара у Бродском Виногорју. Једна улица је названа по њему, а имао је и две спомен плоче, на родној кући и старијој гимназији, данас Машинском факултету. Пред рат деведесетих година 20. века (1991. године) све је то уклоњено, а од нестанка је сачувана само једна спомен плоча са Машинског факултета која се чувала у депоу градског музеја. Она је настојањима Срба из Брода 2018. године опет на јавном месту. Постављена је у порти православне цркве у изградњи (након што је срушена 1991. године). Осим неких Срба који су присуствовали свечаности поновног откривања спомен плоче, свечаности се није одазвао нико од званичних представника града и жупаније. Српско народно вијеће покреће иницијативу, те 2024. године у Славонском Броду бива отворен Српски културни центар назван по Бранку Радичевићу. 
Породица му се 1830. године преселила у Земун, где је Бранко завршио пет разреда српске (1830—1832) и немачке (1832—1835) основне школе. У гимназију у Сремским Карловцима се уписао 1836. године. Сремски Карловци и оближње Стражилово су имали велик утицај на Бранкова каснија дела, од којих су најпознатија Ђачки растанак, у којој изражава своју жељу да ту буде и сахрањен. Након завршених шест разреда у Сремским Карловцима, седми и осми разред је завршио у Темишвару, где му је отац био премештен 1841. године. У Темишвару му је преминуо брат Стеван.
Године 1843. је уписао студије права у Бечу, али након три године студија одустаје од факултета. Старо пријатељство породице Радичевић са Вуком Караџићем била је Бранку најбоља препорука за ступање у круг Вукових сарадника и пријатеља. Када му је преминуо брат Стеван, Бранко се збратимио са другим младим Вуковим следбеником Ђуром Даничићем.
Бранко Радичевић је био следбеник идеја Вука Караџића. Своју збирку под називом Песме написао је на народном језику. Бранко Радичевић је био веселе нарави и писао је најпре љубавне и родољубиве песме. Када се разболео, почео је да пише тужне песме (елегија).
Прве стихове Бранко је написао још док је похађао Карловачку гимназију, а одушевљен Вуковим реформама се интензивније почео бавити књижевним радом. Прву књигу песама је објавио у Бечу 1847. године, на чистом народном језику у духу модерног европског романтичарског песништва. Исте године су објављени и Вуков превод Новог завета, Даничићев Рат за српски језик и правопис и Његошев Горски вијенац, тако да се та година сматра годином незваничне Вукове победе.
Због револуције која је захватила Хабзбуршку монархију, Радичевић је напустио Беч и живео је по разним местима у Срему. Слава коју су му донеле прве песме била је велика и у Кнежевини Србији, у коју је неколико пута долазио. У страху да његово присуство не изазове немире међу великошколском омладином, власти су га протерале из Београда.
У то време је почео да оболева од туберкулозе. Вративши се у Беч 1849. године уписао је студије медицине, покушавајући да нађе себи лека, али је наставио да се бави књижевношћу и године 1851. је објавио још једну збирку песама.
По савременику Аци Поповићу Зубу, Бранко је био: лепушкаст, окретан, пријатан, чист. Није пио, није бекријао. Он те врсте демократије није трпео.
Радичевић је умро од туберкулозе 1. јула 1853. године у бечкој болници, наводно на рукама Вукове жене Ане. Савременик Лазар Захаријевић је то у својим успоменама негирао, Бранко је умро сам током ноћи. Имао је 29 година, опојан је у грчкој цркви а сахрањен је на бечком гробљу Св. Марка. Постхумно збирку песама је објавио његов отац 1862. године.

## Сахрана на Стражилову
Бранко Радичевић је након преране смрти био донекле заборављен, а гроб му није одржаван и негован. Његов култ је почео да се ствара међу Србима након две деценије. Када је Стеван В. Поповић Вацки 1877. године покренуо српски илустровани календар Орао, његова главна тема био је Бранко. „Чика Стева” је дакле први изнео у јавност идеју, којим би се испунио Бранков завет, да његове кости буду пренете у Карловце. Афирмацији идеје је веома допринео и песник Јован Јовановић Змај, са својом потресном песмом Бранкова жеља, коју су пренели скоро сви српски листови. Тада је кренула велика акција скупљања прилога за пренос његових костију, о двадесетпетогодишњици смрти. Али Лаза Костић је то омео, објављујући свој одговор Змају, у песми Права Бранкова жеља. Та песма у којој је преиначена последња воља Бранкова, је одбила Змаја, али и друге Србе поштоваоце Бранкове, да наставе активности. И Карловачки одбор, који је чинио практичне кораке са великим успехом, престао је да делује. Наступило је неколико година неочекиваног мука. Српско бечко омладинско друштво Зора је 1883. године ипак испунило песникову жељу, и пренели су његове остатке из Беча на Стражилово. Све се то догодило за кратко време и на брзину, јер је претила опасност да се током планираног пресељења Санмарковског гробља, изгуби сваки траг песников. Бечка српска омладина, под председништвом Петра Деспотовића, ствар је покренула у Бечу, о Св. Сави 1883. године, а свечано пресељење, прво возом, а затим дунавском лађом Нимфа, на Стражилово, завршено је 10. јула те године, на Бранковом вису код Карловаца.

## Дела
Са Бранком Радичевићем су у националну књижевност први пут ушле песме са изразито лирским мотивима и расположењем. Те песме су првенствено певале о радости и лепотама младости. Ипак, већи део својих песама, као што су Кад млидијах умрети или Ђачки растанак, Радичевић је писао као елегије (тужне песме). У јеку Вукових полемика са противницама реформе српског језика, Радичевићева прва збирка песама је доказала да се и на народном језику могу испевати уметничке песме.
Најпознатије Радичевићево дело је поема Ђачки растанак, у којој је опевао Фрушку гору, ђачке игре и несташлуке. Елегија Кад млидијах умрети, објављена после Радичевићеве смрти, је једна од најлепших елегија у српској књижевности, у којој је песник предосетио блиску смрт.
Поред лирских песама, љубав према народној поезији упутила је Радичевића и на писање епских песама. Две епске песме изашле су 1851. године као друга збирка песама. Остале необјављене песме су издане у збирци из 1862. године. Бранко Радичевић се првенствено угледао на народну десетерачку песму и на Џорџа Бајрона, али није успео да створи озбиљнија уметничка дела, па његов рад није доживео славу његових лирских песама.
Као присталица Вукових схватања, Радичевић је написао алегорично-сатиричну песму Пут, уперену против псеудокласичарске поезије и старог књижевног језика. У првом делу песме Радичевић исмева највећег Вуковог противника Јована Хаџића, а у другом делу песме се величају реформе Вука Караџића.

## Наслеђе
По Бранку Радичевићу се зову тргови у Сремским Карловцима и Земуну, основна школа у Врању, основна школа и улица у Панчеву, као и основна школа у Смедереву,основна школа у Новом Саду, основна школа у Прибоју на Лиму. Имао је подигнут споменик у Славонском Броду 1984. године и две школе у Славонском Броду су биле по њему назване.
О њему су писали или му стихове посветили: Његош, Лаза Костић, Алекса Шантић, Станислав Винавер, Растко Петровић, Милош Црњански, Десанка Максимовић, Бранко Ћопић, Борислав Михајловић Михиз, Стеван Раичковић, Бранко Миљковић, Мирослав Антић, Милосав Тешић.
Око 100 композиција је стоврено према стиховима Бранка Радичевића. Неколико Бранкових песама је аранжирано за извођење уз музику. Југословенски и српски певач Здравко Чолић је снимио поп обраду Бранкове песме Мини Караџић (у споменицу) под називом Пјевам дању, пјевам ноћу у аранжману Корнелија Ковача, док су песму Укор су изводили разни извођачи, као Марија Шестић, Мугдим Авдић Хенда, Мерима Његомир, Душица Билкић, Нада Мамула, Јадранка Стојаковић и други. Јован Јовановић Змај је написао песму Бранкова жеља. Александар Дејановић је снимио тамбурашку песму у част Бранка Радичевића.

### Награде и установе назване по њему
- Награда Бранко Радичевић
- Бранкова награда
- Културно уметничко друштво „Бранко Радичевић” Земун — основано 1921. године
- ОШ „Бранко Радичевић” — школе назване по њему
- Библиотека „Бранко Радичевић” Лебане
- Народна библиотека „Бранко Радичевић” у Дервенти
- Црквени хор Бранко (Лесковац)
- Градски тамбурашки оркестар „Бранко Радичевић” Рума
- Културно уметничко друштво „Бранко Радичевић” Стара Пазова

## Дела
Збирке песама
- Песме I, збирка песама, 1847.
- Песме II, збирка песама, 1851.
- Песме III, збирка песама, постхумно, 1862.

## Галерија
- Спомен плоча у Славонском БродуПорта православне цркве у изградњи
- Споменик
Бранку на КалемегдануБеоград
- Постхумно одликовање Бранку од књаза Црне Горе Николе ПетровићаГрадски музеј
Сремски Карловци
- Читуља породице Радичевић у Спомен-библиотеци Карловачке гимназије
- Читуља породице Радичевић у Спомен-библиотеци Карловачке гимназије
- Читуља породице Радичевић у Спомен-библиотеци Карловачке гимназије